# Журавльов Андрій Андрійович
Журавльов Андрій Андрійович (нар. 10 грудня 1954 р. у м. Києві) — засновник і ректор Луцького гуманітарного університету (з 1998 р.).

Кандидат філософських наук, професор.

Член Національної спілки журналістів України.

## Біографія

### Освіта
Закінчив Київський інститут харчової промисловості у 1977 році, а згодом історичний факультет Луцького педагогічного інституту. Захистив кандидатську дисертацію у Львівському університеті.

### Кар'єра
Після докторантури працював завідувачем кафедри культурології у Волинському державному університеті.
Працював у проектному інституті «Діпроспецавтотранс» (Луцьк), Луцькому електроапаратному заводі, головним механіком Луцького пивоварного об'єднання.
З 1998 року ректор Луцького гуманітарного університету.

### Сім'я
Дружина — Марія Кирилівна (лучанка); 22 роки працювала директором кондитерської фабрики; син — Андрій.